# Slave
Els Slave o Etchaottine són una tribu índia del grup na-dené, el nom de la qual vol dir "gent d'entre els roques". També eren coneguts com a Awokanak o Slaves. Es dividien en sis grups: Desnedeyarelottine, Eleidlinottine, Etchaottine, Etcheridiegottine, Etchesottine i Klodesseottine.

## Localització
Vivien als marges del Gran Llac de l'Esclau, a les planures del Mackenzie i del Liard i en altres terres limítrofes. Bistchonigottine i Krayiragottine n'eren dues divisions.

## Demografia
El 1980 eren uns 10.000 amb chippewyan i yellowknife. Segons el cens canadenc del 2000, eren repartits:
- A Alberta, a la Dene Tha’ Tribe (2.480 h).
- A Colúmbia Britànica, a les de Fort Nelson (740 h) i Prophet River (208 h)
- Als Territoris del Nord-oest, a les d'Acho Dene Koe (583 h), Deh Cho (1.001 h), Liidlii Kue (1.176 h), Pehdzeh Ki (319 h), Katlodeeche (525 h), Sambaa K'e (178 h) i Tulita o Ft Norman (578 h).

## Costums
El nom de Slaves o Esclaus els fou donat pels cree, puix que n'esclavitzaren molts, i també fou emprat per anglesos i francesos perquè els tenien com a tribu tímida i pacífica, encara que no ho fos. Com moltes tribus atapasques, estaven separats en nombroses bandes independents poc organitzades i amb capitosts nominals, associats a certs territoris de cacera. Un informal Consell de Caçadors resolia les disputes.
Les dones eren tractades amb un respecte i estimació atípics entre els na-dené, i els vells i desvàlids eren ben curats, i no eren abandonats com feien els chippewyan.
Vivien als boscos i bancs dels rius, caçaven dant caribú del bosc i d'altres mamífers, i endemés pescaven. La pell dels animals esdevenia mantells, faldilles polaines, mocassins i d'altres robes. Els flocs i d'altres abillaments els feien amb banyes de cérvol, punxes de porc espí i d'altres matèries naturals. També feien vestits de teixit de canó de ploma combinats amb pèl de dant fent dibuixos de rombes esglaonats.
Habitaven a tipis coberts d'estopa a l'estiu i a cases de pals i branques d'avet i rectangulars a l'hivern. No tenien una religió o cerimonial definit. Hom només sap que creien en espertis guardians, en el poder dels xamans i en una altra vida indefinida. Una pràctica comuna era la confessió de faltes al llit de mort, per tal de contribuir al retard de la mort.

## Història
Alexander Mackenzie va visitar el territori el 1789 i hi va fundar Fort Providence, però cap al 1820 els britànics abandonaren el territori. El p. Grandin va establir-hi una missió catòlica el 1861, alhora que els de la Companyia de la Badia de Hudson construïen un campament de comerç.
El 1899 van signar el Tractat Vuit amb el govern canadenc.
Fins als anys 60, quan es va construir l'autopista a Yellowknife, no van tenir gaire contacte amb el govern canadenc.